# Зонненштраль, Георгий Александрович
Георгий Александрович Зонненштраль (1915—1993) — советский инженер-конструктор и учёный в области создания радиолокационного оборудования для авиационно-космической техники, участник Советской лунной программы, один из создателей радиовысотомера больших высот для космического аппарата Луна-9". Ведущий конструктор МНИИ приборостроения. Лауреат Ленинской премии (1966) и Государственной премии СССР (1978).

## Биография
Родился 14 января 1915 года в Киеве.

### Образование и начало деятельности
С 1934 по 1939 год обучался в Московском энергетическом институте по окончании которого получил специальность инженера-электрика.
С 1939 по 1945 год в период Великой Отечественной войны на научно-исследовательской работе в НИИ-20 Наркомата авиационной промышленности СССР в должностях:
инженер, старший инженер и ведущий инженер, занимался разработкой и производством систем наведения огня, в том числе радиолокационной станции орудийной наводки СОН-2. С 1945 по 1946 год на научно-исследовательской работе в Конструкторском бюро Государственного Союзного завода № 528 Народного Комиссариата электропромышленности СССР в должности старшего инженера.

### В ЦКБ-17 —МНИИ приборостроенияи участие в создании авиационно-космической техники
С 1946 по 1983 год работал в Центральное конструкторское бюро № 17 Наркомата авиационной промышленности СССР — Министерства авиационной промышленности СССР (с 1946 года — НИИ-17, с 1967 года — Московский научно-исследовательский институт приборостроения, с 1973 года — Научно-исследовательский институт радиооптики) в должностях инженера-конструктора, руководителя лаборатории и ведущего конструктора.
Г. А. Зонненштраль являлся разработчиком приёмных устройств для комплекса радиолокационного вооружения стратегического бомбардировщика «Ту-4». С 1965 года под руководством Г. А. Зонненштраля
проводилась разработка авиационной радиолокационной станции бокового обзора «Б-001», которая составе сверхзвукового реактивного самолёта «Як-28Б» после завершения Государственных испытаний поступила в авиационные части. С 1968 по 1972 год Г. А. Зонненштраль являлся главным конструктором по проведению разработки радио-локационной станции бокового обзора с синтезированной апертурой для высотных и скоростных самолётов. Г. А. Зонненштраль занимался научно-исследовательскими и опытно-конструкторскими работами по созданию радиолокационных станций «Сабля» и «Булат» для сверхзвукового высотного двухдвигательного истребителя-перехватчика третьего поколения «МиГ-25» и многоцелевого сверхзвукового реактивного военного самолёта «Як-28».
Г. А. Зонненштраль занимался работами в области пассивной радиолокации, создания сверхвысокочастотных радиометрических устройств различного назначения для последующего использования в решении научных и прикладных задач в авиационной технике, пилотируемых космических кораблей и орбитальных искусственных спутников Земли. Г. А. Зонненштраль являлся участником Советской лунной программы при его участии создавался радиовысотомер больших высот, который 3 февраля 1966 года обеспечил впервые в истории космонавтики мягкую посадку на поверхность Луны автоматической межпланетной станции «Луна-9», в последующем участвовал в создании высотометра для космической станции «Луна-13» и посадочной ступени на Луну.
Постановлениями ЦК КПСС и СМ СССР «закрытыми» в 1966 году «За создание радиовысотомера больших высот и обеспечения впервые в истории космонавтики мягкую посадку на поверхность Луны космического аппарата Луна-9» Г. А. Зонненштраль был удостоен Ленинской премии, в 1978 году «За разработку РЛС бокового обзора с синтезированной апертурой для высотных и скоростных самолётов» был удостоен — Государственной премии СССР.

### Смерть
Скончался 27 июня 1993 года в Москве, похоронен на Троекуровском кладбище.

## Награды
- Ленинская премия (1966)
- Государственная премия СССР (1978)[1][5][4][6][3]

## Семья
- Сын Михаил (1956—1997) — актёр и театральный режиссёр